# Metoda trzech równań
Metoda trzech równań – metoda obliczeniowo-doświadczalna służąca do wyznaczenia ilości składników betonu. Opiera się na założeniu, że beton jest materiałem trójskładnikowym, składającym się z cementu, kruszywa i wody. Można ją stosować tylko w przypadku, gdy kruszywo traktuje się jako całość, nie rozdzielając w obliczeniach na drobne i grube. Polega na obliczeniu trzech niewiadomych, tj. ilości cementu, wody i kruszywa dzięki wykorzystaniu trzech podstawowych równań: wytrzymałości, szczelności i wodożądności (konsystencji). Uzyskane wyniki wymagają weryfikacji laboratoryjnej.

## Warunek wytrzymałości
Wytrzymałość na ściskanie betonu można określić ze wzorów Fereta lub Bolomeya przy założeniu, że zawartość powietrza w mieszance jest równa 0%. Wartości współczynników pobiera się z literatury lub wyznacza doświadczalnie.
{\displaystyle f_{cm}=A\left({\frac {C}{W+p}}+a\right)\ \mathrm {[MPa]} ,}
gdzie:
{\displaystyle f_{cm}} – średnia wytrzymałość na ściskanie po 28 dniach {\displaystyle [-];}
{\displaystyle A} – współczynnik zależny od rodzaju i klasy kruszywa oraz cementu {\displaystyle [-]}
{\displaystyle {\frac {W}{C}}} – współczynnik wodno-cementowy, stosunek efektywnej masy wody do zawartości masy cementu w mieszance betonowej {\displaystyle [-];}
{\displaystyle p} – zawartość powietrza w mieszance {\displaystyle [\%];}
{\displaystyle a} – stała równa –0,5 dla {\displaystyle {\frac {C}{W}}\leqslant 2{,}5} lub 0,5 dla {\displaystyle {\frac {C}{W}}>2{,}5\ \mathrm {[MPa]} }.

## Warunek szczelności
{\displaystyle {\frac {C}{\rho _{c}}}+{\frac {K}{\rho _{k}}}+W=1000,}
gdzie:
{\displaystyle W} – ilość wody w mieszance {\displaystyle \mathrm {[dm^{3}]} ;}
{\displaystyle C} – ilość cementu w mieszance {\displaystyle \mathrm {[kg]} ;}
{\displaystyle K} – ilość kruszywa w mieszance {\displaystyle \mathrm {[kg]} ;}
{\displaystyle \rho _{c}} – gęstość cementu {\displaystyle \left[\mathrm {\frac {kg}{dm^{3}}} \right];}
{\displaystyle \rho _{k}} – gęstość kruszywa {\displaystyle \left[\mathrm {\frac {kg}{dm^{3}}} \right]}.

## Warunek wodożądności
Inaczej równanie na ilość wody
{\displaystyle W=Cw_{c}+Kw_{k}\ \mathrm {[dm^{3}]} ,}
gdzie:
{\displaystyle W} – ilość wody w mieszance {\displaystyle \mathrm {[dm^{3}]} ;}
{\displaystyle C} – ilość cementu w mieszance {\displaystyle \mathrm {[kg]} ;}
{\displaystyle K} – ilość kruszywa w mieszance {\displaystyle \mathrm {[kg]} ;}
{\displaystyle w_{c}} – wodożądność cementu {\displaystyle \left[\mathrm {\frac {dm^{3}}{kg}} \right];}
{\displaystyle w_{k}} – wodożądność kruszywa {\displaystyle \left[\mathrm {\frac {dm^{3}}{kg}} \right]}.